# Kanzel (Étrelles)

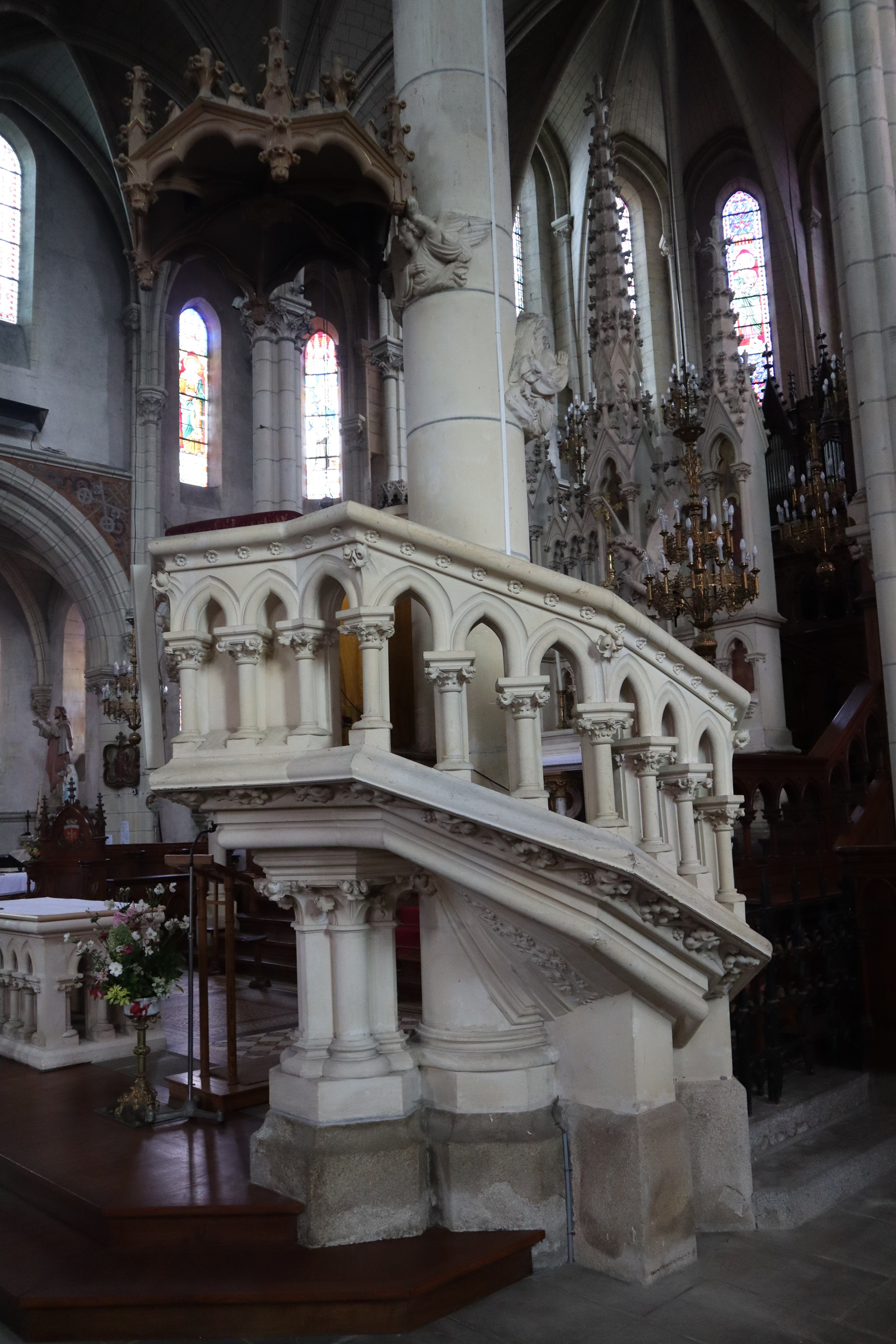
Kanzel in Étrelles

Die Kanzel in der katholischen Kirche St-Pierre-St-Paul in Étrelles, einer französischen Gemeinde im Département Ille-et-Vilaine in der Region Bretagne, wurde 1895  geschaffen. Die Kanzel wurde 1981 als Monument historique in die Liste der geschützten Objekte (Base Palissy) in Frankreich aufgenommen.
Die neugotische Kanzel aus Kalkstein wurde von Arthur Regnault aus Rennes geschaffen. Der Schalldeckel ist reich mit Fialen dekoriert. 
Die steinerne Treppe besitzt ein Geländer mit Spitzbögen, die auf Säulen mit Kapitellen ruhen. Der Kanzelkorb steht auf einer mächtigen Stütze mit eingestellten Säulen.